# 松阪市立伊勢寺小学校
松阪市立伊勢寺小学校（まつさかしりつ いせでらしょうがっこう）は三重県松阪市の市立小学校。1876年、伊勢寺の国分寺に伊勢寺学校が開校。1912年に深長の法蔵寺の深長学校、岩内の瑞巌寺の岩内学校と合併し、伊勢寺尋常高等小学校となる。

## 校区
伊勢寺町、八重田町、深長町（ふこさちょう）、岩内町、野村町、殿村町、日丘町、与原町、飯福田町

## 児童数
2024年5月1日現在の児童数は168人。